# Wesley Moodie
Wesley Arthur Moodie (n. 14 februarie 1979, Durban) este un jucător profesionist sud-african de tenis. În 2005, a câștigat turneul Wimbledon în proba de dublu, alături de Stephen Huss, devenind prima pereche venită din calificări ce câștigă turneul.
1. 1 2  Association of Tennis Professionals website[*] Verificați valoarea |titlelink= (ajutor)